# Paradrymonia
Paradrymonia es un género con  39 especies de plantas herbáceas perteneciente a la familia Gesneriaceae. Es originario de América.

## Descripción
Son arbustos epífitas sufrútices  o enredaderas, también pueden ser hierbas o arbustos de hábitos terrestres. Tienen los tallos erectos, ascendentes, a menudo suculentos. Las hojas  formando una roseta, generalmente de gran tamaño y superando el tronco corto, generalmente lanceoladas, membranosas a carnosas. Las inflorescencias son axilares, generalmente congestionadas, con flores a menudo en un grupo compacto en el suelo o escondidas por las hojas. Sépalos libres, lineales o lanceolados. Corola de color blanco o amarillo con manchas rojas o púrpuras o líneas, en forma de embudo o de trompeta. El fruto es una cápsula bivalva. El número de cromosomas : 2n = 18.

## Distribución y hábitat
Se distribuyen a lo largo de  los neotrópicos, excepto el sureste de Brasil, el centro de la diversidad es Colombia. Tienen  hábitos de crecimiento epifitas, así como  terrestres, se encuentran  en las rocas húmedas en los bosques.
La polinización es efectuada, probablemente, por las abejas euglossinas , en algunas especies presumiblemente por colibríes.

## Etimología
El nombre del género está compuesto por la palabra griega παρα, para = junto, al lado, cerca, próximo, y el nombre genérico Drymonia.

## Especies
| - Paradrymonia alba - Paradrymonia aurea - Paradrymonia binata - Paradrymonia buchtienii - Paradrymonia bullata - Paradrymonia campostyla - Paradrymonia ciliosa - Paradrymonia conferta - Paradrymonia congesta - Paradrymonia dariensis - Paradrymonia decurrens - Paradrymonia densa - Paradrymonia erythropus | - Paradrymonia flava - Paradrymonia fugaiana - Paradrymonia fuquaiana - Paradrymonia gibbosa - Paradrymonia gigantea - Paradrymonia glabra - Paradrymonia hansteiniana - Paradrymonia hirta - Paradrymonia hypocyrta - Paradrymonia lacera - Paradrymonia lineata - Paradrymonia longifolia - Paradrymonia longipedunculata | - Paradrymonia longipetiolata - Paradrymonia lurida - Paradrymonia macrophylla - Paradrymonia maculata - Paradrymonia metamorphophylla - Paradrymonia ommata - Paradrymonia pedunculata - Paradrymonia prististoma - Paradrymonia sastrei - Paradrymonia sericea - Paradrymonia splendens - Paradrymonia tylocalyx - Paradrymonia ulei |